# Mia Krajcar
Mia Krajcar (Zagreb, 24. rujna 1980.), hrvatska kazališna, televizijska i filmska glumica.

## Životopis

### Privatni život
Dvije godine studirala je politologiju i amaterski se bavila glumom. Prekinula je tadašnji studij, te diplomirala 2007. na Akademiji dramske umjetnosti u Zagrebu. Bila je studentska predsjednica grupacije umjetničkih fakulteta. 

### Karijera
U dječjoj TV-seriji "Nora Fora" od 2004. posuđuje glas jednom liku, a od tada sinkronizira razne animirane filmove. Gostovala je u sapunici "Ljubav u zaleđu" i u humorističnoj seriji "Bračne vode". Glumila je u TV-seriji "Bitange i princeze" u trećoj, četvrtoj i kao gošća u petoj sezoni. 
Nastupila je u više kazališnih predstava. Igrala je s Histrionima u "Fritzu i pjevačici" te "O'Kaju". Nastupila je u predstavama zagrebačkog HNK-a "Nevjesta od vjetra", "Beckett", "Što je muškarac bez brkova", "Dantonova smrt", "I konje ubijaju, zar ne?", "Čaruga", "Kraljevo", "Zagorka"; a u kazalištu Komedija u "Svoga tela gospodar". U splitskom HNK-u imala je ulogu u predstavama "Udovice" i "Libertinac", za koju je bila nominirana za Nagradu hrvatskog glumišta, kao i za predstavu "Baal" kazališta INK Pula, gdje nastupa još i u predstavama "Nježno i okrutno", "Djevojačka večer" i "Isto lice ili ribe ne govore". Od 2014. surađuje i s Teatrom manje je više u predstavi "Don Juan". Od 2009. je članica Hrvatske zajednice samostalnih umjetnika.

## Filmografija

### Televizijske uloge
- "Larin izbor" kao Čuvarica (2012. – 2013.)
- "Bitange i princeze" kao Adriana/Jadranka (2007. – 2009.)
- "Bračne vode" kao sportašica #3 (2008.)
- "Obični ljudi" kao novinarka #2 (2006.)
- "Ljubav u zaleđu" kao Mirkova zaručnica (2005.)
- "Nora Fora" kao Ira (2004.) - posudila glas

### Filmske uloge
- "Trampolin" kao Kristina (2016.)
- "Crne mačke" kao Lola (2014.)
- "Once upon a winter's night" kao Maša (2012.)

### Kazališne uloge
- 2023. "Žene na rubu" - kao Glorija
- 2021. "Šenoa i Slava - priča o sastanku i rastanku" - kao Slava Šenoa
- 2021. "Eurosong future show" - kao Predsjednica Svjetske unije, Jedinka 1
- 2021. "Stambeno pitanje" - kao Jana
- 2019. "Lysistrata 21 - vodimo ljubav, a ne rat" - kao Kalika
- 2019. "Zov divljine" - kao Anita
- 2018. "Idi, pa vidi" - kao Iris, Jagoda, Emily
- 2018. "Kraljević Čuperko" - kao Sofija
- 2017. "Božićni djedomobil" - kao Božica
- 2017. "Američka patrola u Mornaričkom parku" - kao Kapelnica
- 2017. "Tri treća tromjesečja" - kao Ivana
- 2017. "Djevojačka večer" - kao Nikolina
- 2016. "I živjele su sretno...?" - kao Pepeljuga
- 2016. "Svetica u tami" - kao Majka Tereza, Sestra Agneza
- 2016. "Kakva majka, takva kći?" - kao Marija Jurić Zagorka
- 2016. "Čarobni kolač" - kao Pralina
- 2015. "Iznenađenje Djeda Božićnjaka" - kao Božica
- 2014. "Don Juan" - kao Dona Elvira, Charlotte
- 2012. "Isto lice (ili ribe ne govore)" - kao Tihana
- 2011. "Čaruga" - kao Tonka
- 2011. "Kraljevo" - kao Stella
- 2011. "Zagorka" - kao Višnja
- 2010. "Tajne Griča" - kao Marija Jurić Zagorka
- 2009. "I konje ubijaju, zar ne?" - kao Helen Bates
- 2009. "Medejina djeca" - kao Dadilja
- 2008. "Dantonova smrt" - kao Adalaide
- 2008. "Djevojačka večer" - kao Nikolina
- 2007. "Okrutno i nježno" - kao Cathy
- 2006. "Što je muškarac bez brkova?" - kao Julia
- 2006. "Baal" - kao Johanna
- 2006. "Udovice" - kao Fidelija Fuentes
- 2005. "Libertinac" - kao Angelique Diderot

### Sinkronizacija
- "Čovpas" kao znanstvenica (2025.)
- "Nerazdvojni" kao Jackie (2024.)
- "Kung Fu Panda 4" kao Zen (2024.)
- "Ruby: Tinejdžerica Kraken" kao Irena Van Der Mor / Kraljica Nerisa (2023.)
- "Pjevajte s nama 2" (2021.)
- "Zmaj iz čajnika" kao građanin (2021.)
- "Obitelj Mitchell protiv strojeva" kao Abbey Pozer (2021.)
- "Do Mjeseca i natrag" kao teta Mei i Lulu (2020.)
- "Pokémon: Mewtwo uzvraća udarac – Evolucija" kao Neesha i istraživačica (2020.)
- "Film Angry Birds 2" kao Nives (2019.)
- "Soy Luna" kao Delfi (2018.)
- "Snježno kraljevstvo: Olafova pustolovina" (2017.)
- "Coco i velika tajna" kao Voditeljica (2017.)
- "Moj mali poni: Prijateljstvo je čarolija" kao Applejack (Livada Produkcija) (2017.)
- "Auti 3" kao Miss Skrš (2017.)
- "Prste(n) k sebi" kao Suzi Javorski (2016.)
- "Film Angry Birds" kao Stela (2016.)
- "Hotel Transilvanija 2" kao trkačica 1 i agentica za karte (2015.)
- "Sofija Prva" kao Gwen, Iskrica, Zlatokosa (2015.)
- "Violetta" kao Natalia Vidal (2015.)
- "Jan i pirati iz Nigdjezemske" kao Gusarska princeza (2. sezona) (2015.)
- "Doktorica Pliško" - Ženske igračke (skoro sve) (2015.)
- "Dobri dinosaur" kao Bara (2015.)
- "Izvrnuto obrnuto" kao Mamina gadljivost i umna radnica zaborava Paula (2015.)
- "Zvjezdani ratovi: Pobunjenici" kao Hera Syndulla (2015.)
- "Svemoguća Kim" kao Kim Svemoćna (2015.)
- "Ekipa za 6" kao Voditeljica Bot borbi (2014.)
- "Avioni 2: Nebeski vatrogasci" kao ženska nosačica, ženski auto, Ford Pinto, Branka i ženska nosačka viljušarica (2014.)
- "Priča o igračkama: Noć vještica" kao Dostavljačica (2014.)
- "Tvrd orah" kao Lana (2014.)
- "Phineas i Ferb" kao Kendis (2013.)
- "Čudovišta sa sveučilišta" kao Najavljivačica (2013.)
- "Juraj i hrabri vitezovi" kao Talia (2013.)
- "Krš i lom" (2012.)
- "Zambezija" kao trač ptica #2 (2012.)
- "Alvin i vjeverice 3" kao Brittany (2011.)
- "Rio 1 i 2" kao Jewel (2011., 2014.)
- "Bratz" kao Kaycee
- "Kako izdresirati zmaja 1, 2" kao Astrid (2010., 2014.)
- "Oblačno s ćuftama 1, 2" kao Petra Jež (2009., 2013.)
- "Barbie i tri mušketira" kao Viveca (2009.)
- "Barbie Mariposa" (2008.)
- "Princeza sunca" kao Meritaten (2007.)
- "Charlotteina mreža" kao Klarina majka i promatračica (2007.)
- "Barbie Fairytopia: Magična duga" kao Sunčica (2007.)
- "Kad krave polude" kao Daisy (2006.)
- "Skatenini i Zlatne dine" (2006.)
- "Vremenske svjetiljke tajanstvenog otoka" kao Bine (2006.)
- "Ples malog pingvina" kao Adelie cura 1 (2006.)
- "Znatiželjni George" kao Maggie i služba za kontrolu životinja (2006.)
- "Barbie Fairytopia 2: Sirenija" kao Monika, Sunčica, Nori (2006.)
- "Barbie i 12 rasplesanih princeza" kao Fallon (2006.)
- "Barbini dnevnici" kao Raquelle (2006.)
- "Mala sirena" (serija) kao Ollie (2006.)
- "Mala sirena" (2006.)
- "Žuta minuta" kao Aba Kvakić (2005.)
- "Okretala se i čarolija zrcala" kao Berta (2004.)
- "Sinbad: Legenda o sedam mora" (2003.)
- "Dora istražuje" kao Dora (Project 6 sink)[1]
- "Ever After High" kao Briar Beauty
- "Spike Team" kao Jo
- "Chuggington" kao Ema

## Vanjske poveznice
- Mia Krajcar u internetskoj bazi filmova IMDb-u (engl.)